# Довголіська сільська рада (Народицький район)
Довголіська сільська рада (до 1960 р. — Омельниківська сільська рада) — колишня адміністративно-територіальна одиниця та орган місцевого самоврядування в Овруцькому і Народицькому районах Коростенської й Волинської округ, Київської та Житомирської областей УРСР з адміністративним центром у с. Довгий Ліс.

## Населені пункти
Сільській раді на момент ліквідації були підпорядковані населені пункти:
- с. Довгий Ліс
- с. Мотилі
- с. Омельники

## Населення
Кількість населення ради, станом на 1923 рік, становила 1 209 осіб, кількість дворів — 248.

## Історія та адміністративний устрій
Утворена 1923 року як Омельниківська сільська рада, з адміністративним центром в х. Омельники, у складі села Довгий Ліс та хуторів Верхурач, Кринички, Мотилі, Омельники, Степки і Чорний Ліс Христинівської волості Овруцького повіту. 7 березня 1923 року увійшла до складу новоствореного Овруцького району Коростенської округи.
12 січня 1924 року хутори Кринички та Степки були передані до складу Будо-Любівської сільської ради Овруцького району. 22 лютого 1924 року раду було передано до складу Народицького району Коростенської округи. Станом на 17 грудня 1926 року на обліку в раді перебував х. Козлів. Станом на 1 жовтня 1941 року хутори Верхурач та Чорний Ліс не перебувають на обліку населених пунктів.
Станом на 1 вересня 1946 року Омельниківська сільська рада входила до складу Народицького району Житомирської області, на обліку в раді перебували села Довгий Ліс, Омельники та х. Мотилі.
8 червня 1960 року адміністративний центр було перенесено до с. Довгий Ліс з перейменуванням ради на Довголіську. 30 грудня 1962 року, в зв'язку з ліквідацією Народицького району, сільраду було передано до складу Овруцького району. 8 грудня 1966 року Народицький район було відновлено, раду повернено до його складу.
Станом на 1 січня 1972 року сільрада входила до складу Народицького району Житомирської області, на обліку в раді перебували села Довгий Ліс, Мотилі та Омельники.
Ліквідована 3 жовтня 1986 року, відповідно до рішення Житомирської обласної ради; села Довгий Ліс, Мотилі та Омельники передано до складу Радчанської сільської ради Народицького району.